# Eugénie Grandet (film, 1960)

Eugénie Grandet («Евгения Гранде») est un film soviétique sorti en 1960 en URSS adapté du roman de Balzac, Eugénie Grandet.  

## Synopsis
L'histoire se déroule dans une province française sous la monarchie de juillet. Le père Grandet, avare et despote domestique, a amassé une grande fortune au cours de sa vie et ne dépense rien, son entourage, sauf son banquier et son notaire, ignorant tout de sa richesse. Sa femme, soumise et faible, n'ose s'opposer à lui. Leur fille, la jolie Eugénie, fait la connaissance d'un cousin venu de Paris, Charles, dont elle tombe amoureuse et ses sentiments sont apparemment réciproques. Cependant, Charles doit partir à l'étranger. Eugénie promet de l'attendre... 
Les années passent. La mère d'Eugénie meurt, puis Félix Grandet. Eugénie devient donc une riche héritière. Un jour, elle apprend que Charles est revenu en France, mais s'apprête à en épouser une autre.

## Distribution
- Semion Mejinski: Félix Grandet
- Evdokia Tourtchaninova: Mme Grandet
- Ariadna Chenguelaïa: Eugénie Grandet
- Mikhaïl Kozakov: Charles Grandet
- Alexandre Grouzinski: le notaire Cruchot
- Evgueni Velikhov: Monsieur de Bonfons
- Vladimir Vladislavski: l'abbé
- Viktor Khokhriakov: Monsieur des Grassins
- Irina Likso — Madame des Grassins
- Nikita Podgorny: Adolphe des Grassins
- Tatiana Pankova: Nanette, la bonne
- Vladimir Will: Cornouailler
- Piotr Starkovski: le docteur
- Evgueni Morgounov: le tonnelier

## Fiche technique
- Année: 1960
- Scénario et production: Sergueï Alexeïev
- Chefs opérateurs Viktor Dombrovski, Arthur Berger
- Compositeur: Vladimir Iourovski
- Son: Veniamine Kirchenbaum
- Montage: M. Timofeïeva
- Rédacteurs: V. Karen, A. Donatov
- Costumes: T. Antonova
- Maquillage: A. Doubrova
- Assistant réalisateur: O. Herz
- Chef d'orchestre: Grigori Gambourg
- Directeur de la photographie: I. Kharitonov
- Production: Mosfilm (URSS)
- Durée: 101 minutes